# 上浦防東山戰鬥
上浦防东山战斗，中国亦称上浦防东山（老秃山）进攻战斗，是朝鲜战争后期的一场战斗。
中国人民志愿军攻占上浦东山，重创哥伦比亚营所部，并击退了美军的反击。